# Kārkhāneh-ye Ḩakīmī
Kārkhāneh-ye Ḩakīmī (persiska: كارخانه فلاندشت, Kārkhāneh, Kārkhāneh-ye Fūn Dasht, Kārkhāneh-ye Ḩakīm, Kārkuneh, Kārkhāneh Folāndasht, كارخانه حكیمی, فلاندشت) är en ort i Iran.   Den ligger i provinsen Lorestan, i den nordvästra delen av landet, 300 km sydväst om huvudstaden Teheran. Kārkhāneh-ye Ḩakīmī ligger 1 493 meter över havet och antalet invånare är 166.
Terrängen runt Kārkhāneh-ye Ḩakīmī är varierad.Runt Kārkhāneh-ye Ḩakīmī är det ganska tätbefolkat, med 155 invånare per kvadratkilometer. Närmaste större samhälle är Borujerd, 8,0 km norr om Kārkhāneh-ye Ḩakīmī. Trakten runt Kārkhāneh-ye Ḩakīmī består i huvudsak av gräsmarker.